# Zając Max ratuje Wielkanoc
Zając Max ratuje Wielkanoc (niem. Die Häschenschule: Jagd nach dem Goldenen Ei) – niemiecki film animowany w reżyserii Ute von Münchow-Pohl z 2017 roku na podst. książki dla dzieci Die Häschenschule Albert Sixtusa i Fritza Kocha-Gothy.

## Fabuła
Nastoletni zając Max żyje beztrosko w mieście nie bacząc na zasady. Jednego dnia strofuje swych przyjaciół Spoczka i Brzucha za naśmiewanie z małej zajęczej dziewczynki wierzącej się w prawdziwość bajki o Zajęczej Szkole, gdzie szkolą się przyszłe zające wielkanocne. Max otrzymuje propozycję dołączenia do Gangsta Zajęcy. W tym celu chce zaimponować im, wykonując kaskaderską sztuczkę na zdalnie sterowanym samolocie znajomej zajęczycy Techno. Podczas podniebnych manewrów samolot traci sygnał i Max odlatuje poza miasto aż do terenów leśnych, gdzie rozbija się w Zajęczej Szkole, która okazuje się być prawdziwa. Max nie może opuścić terenu szkoły do Niedzieli Wielkanocnej, gdyż musi być zamknięta przed okolicznymi lisami polującymi na zające.
Według legendy świat nawiedziła zima tak sroga, że zwierzęta były skazane na łaskę ludzi. Chcąc się odwdzięczyć, zaczęły wręczać dekorowane jaja dając początek wielkanocnej tradycji. Jednak nie wszystkie zwierzęta były udźwignąć ten obowiązek i wówczas wspólną decyzją zające, jako najbardziej kompetentne w rozdawaniu upominków, dostały na wyłączność ów czynność i w ten sposób narodziła się funkcja zająca wielkanocnego. Wręczono im Złotą Pisankę, która daje im mocy i do tej pory jest przechowywana w ukryciu. Następuje marchewkowa przepowiednia mówiąca o zagrożeniu tegorocznej Wielkanocy ze strony lisów.
Madame Hermina i pan Zasadzka, nauczyciele Zajęczej Szkoły zapoznają Maxa z zajęciami szkolnymi. Irytują go staroświeckie zwyczaje szkoły, choć zaprzyjaźnia się z wnuczką Zasadzki – Emmi marzącą być zającem wielkanocnym, lecz wiek jeszcze jej nie pozwala. Ukradkiem się wymyka ze szkoły, ale natyka się na Ruth i jej synów Ferdiego, Benka i Lorka – lisią rodzinę chcącą wykraść Złotą Pisankę i zostać lisami wielkanocnymi, licząc że poprawi reputację lisów wśród ludzi. Maxa ratuje Hermina za pomocą znikacza będącego kluczową umiejętnością w chowaniu pisanek. Lisy nasilają swe ataki na szkołę. Nocą Emmi wykrada, by poznać ich plany. Dowiaduje się, że lisy wiedzą o Złotej Pisance. Hermina po dalszej analizie marchewkowej przepowiedni proponuje naukę Maxowi w byciu zającem wielkanocnym.
Max zaczyna się klimatyzować w szkole i zdobywać przyjaźń jej uczniów. Po kolejnym nieudanym szturmie lisów, te się decydują wyprowadzić do miasta, co cieszy zające. Max czując, że zagrożenie minęło i że nie jest gotowy na bycie zającem wielkanocnym opuszcza placówkę, co rani uczucia Emmi. Po powrocie do miasta Max jednak już mniej chce być Gangsta Zającem. Dowiaduje się, że Spoczek i Brzucho sprzedali lisom zajęcze kostiumy i domyśla się, że lisy tylko udawały wyprowadzkę. Wracając do lasu, odkrywa że jego znajomy, pan Sprawdzalski jest egzaminatorem w Zajęczej Szkole, lecz został porwany przez lisy. Ferdi w zajęczym kostiumie wchodzi na teren Zajęczej Szkoły rzekomo jako zastępca Sprawdzalskiego, gdy Benek i Lorek wykradają Złotą Pisankę.
W ostatniej chwili Max i Sprawdzalski docierają do placówki. Wszyscy wspólnymi siłami powstrzymują lisy, a Max w końcu uczy się znikacza i dzięki czemu ratuje przed stłuczeniem Złotą Pisankę. Na uroczystej ceremonii Max i Emmi za swe zasługi są jednymi z zajęcy otrzymujący uprawnienia zająca wielkanocnego. W Niedzielę Wielkanocną Max i Emmi zaczynają swe pierwsze rozdawanie pisanek w rodzinnym mieście Maxa, który zrezygnował z aspiracji do bycia Gangsta Zającem i od tej pory zamierza być zającem wielkanocnym, ku zaskoczeniu jego miejskich przyjaciół.

## Obsada głosowa
| Postać               | Wersja oryginalna         | Wersja polska         |
| -------------------- | ------------------------- | --------------------- |
| Max                  | Noah Levi                 | Piotr Adamczyk        |
| Emmi                 | Jenny Melina Witez        | Anna Cieślak          |
| Madame Hermina       | Senta Berger              | Elżbieta Jędrzejewska |
| pan Zasadzka         | Friedrich von Thun        | Włodzimierz Press     |
| Arnie                | Max Boguth                | Antoni Scardina       |
| Antek                | Ben Boxberg               | Krzysztof Wach        |
| Mamuśka Ruth         | Jule Böwe                 | Katarzyna Skolimowska |
| Ferdi                | Dirk Petrick              | Waldemar Barwiński    |
| Benek                | Constantin von Jascheroff | Sławomir Pacek        |
| Lorek                | Tim Sander                | Michał Konarski       |
| Spoczek              | Sebastian Fitzner         | Paweł Ciołkosz        |
| Brzucho              | Leon Seidel               | Maciej Maciejewski    |
| pan Sprawdzalski     | Peter Nottmeier           | Andrzej Blumenfeld    |
| Zajęcza dziewczynka  | Lina Andres               | brak danych           |
| Techno               | David Trayser             | brak danych           |
| Leader               | Tom Raczko                | Daniel Kondraciuk     |
| Luiza                | Valentina Bonalana        | Maja Konkel           |
| sprzedawczyni        | Anna Neuenhofen           | brak danych           |
| matka z reklamy      | Anna Neuenhofen           | brak danych           |
| telewizyjny reporter | Erik Stappenbeck          | brak danych           |